# Slag bij Ingogo
De Slag bij Ingogo of de Slag bij Schuinshoogte was een belangrijke veldslag in de Eerste Boerenoorlog. De slag vond plaats op 8 februari 1881 bij iNgogo, ook bekend als Schuinshoogte.

## De slag
Op 8 februari werd het Britse regiment van George Pomeroy Colley omsingeld door Boerensoldaten. Bij het daaropvolgende gevecht hadden de Boeren succes vanwege hun betere camouflage (kaki tegen felrood).
De slag werd uiteindelijk onderbroken door zware regenval. Hierop vluchtten de troepen van Colley over de Ingogorivier, ten koste van enkele drenkelingen. Opnieuw wonnen de Boeren een veldslag met slechts weinig verliezen.
Bronkhorstspruit · Laingsnek · Ingogo · Majuba